# Amelie Justine Hejtmanek
Amelie Justine Hejtmanek (* 13. November 2007) ist eine deutsch-tschechische Tennisspielerin.

## Karriere
Hejtmanek bevorzugt Sandplätze und spielt vor allem Turniere der ITF Women’s World Tennis Tour, wo sie bislang einen Titel im Doppel gewinnen konnte.
2019 gewann sie als Elfjährige bei der Ten-Pro-Global-Tour die Gesamtwertung der U12 und U13.
2021 nahm sie am Les Petits As teil.
Seit 2022 spielt Hejtmanek für die Damentennismannschaft des TC Grün-Weiss Luitpoldpark München, davon 2022, 2023 und 2024 in der 2. Bundesliga sowie 2025 in der 1. Bundesliga.
2023 nahm sie bei den Eddie Herr International Junior Championships und dem Orange Bowl in Florida teil.
2024 qualifizierte sie sich im August für das Hauptfeld des mit 75.000 US-Dollar dotierten Z-Group Cup, wo sie in der ersten Runde gegen Sapfo Sakellaridi knapp in drei Sätzen mit 1:6, 6:1 und 0:6 verlor.
2025 gewann sie Anfang Juni ihren ersten ITF-Titel im Doppel. Amelie steht Mitte 2025 auf Platz 91 der ITF-Juniorinnenweltrangliste und hat im Einzel wie auch m Doppel eine UTR von über 10. Mitte Juni wird sie in Wimbledon antreten.

## Turniersiege

### Doppel
| Nr. | Datum        | Turnier    | Kategorie | Belag | Partnerin         | Finalgegnerin             | Ergebnis  |
| --- | ------------ | ---------- | --------- | ----- | ----------------- | ------------------------- | --------- |
| 1.  | 7. Juni 2025 | Banja Luka | ITF W15   | Sand  | Eva-Marie Voracek | Julia Adams Lilian Poling | 7:68, 6:3 |